# Referendum francese sulla Costituzione Europea
Il referendum francese sulla Costituzione europea (in francese référendum français sur le traité établissant une constitution pour l'Europe) si è svolto il 29 maggio 2005. Il quesito referendario domandava se la Francia avrebbe dovuto ratificare la Costituzione europea (formalmente Trattato che adotta una Costituzione per l'Europa) redatta dalla Convenzione europea nel 2003. I risultati videro uscire vittorioso il fronte del "No" con il 55% dei votanti che si espressero per rifiutare il trattato con un'affluenza del 69%.
La Francia fu il primo Paese a rifiutare il trattato e il secondo ad adottare lo strumento referendario nell'iter di ratifica, dopo che il referendum consultivo spagnolo aveva approvato il trattato nel febbraio dello stesso anno.

## Quesito
Il quesito proposto agli elettori francesi fu:
Approuvez-vous le projet de loi qui autorise la ratification du traité établissant une Constitution pour l'Europe?
(Approvate il progetto di legge che autorizza la ratifica del trattato che stabilisce una Costituzione per l'Europa?)